# اسیل (یمن)
 اسیل  دهستانی در ناحیهٔ (خدیر) در جنوب شرقی تعز واقع و از توابع استان تَعِز در کشور یمن در شبه جزیره عربستان است. جمعیتش در حدود ۳۱۷۰ نفر می‌باشد.

## منبع
- المقحفی، ابراهیم، احمد ، (مُعجَم المُدُن وَالقَبائِل الیَمَنِیَة) ، منشورات دار الحکمة، صنعاء، چاپ پنجم، وانتشار سال ۱۹۸۵ میلادی به (عربی).